# Loxosoma loricatum
Loxosoma loricatum är en bägardjursart som beskrevs av Harmer 1915. Loxosoma loricatum ingår i släktet Loxosoma och familjen Loxosomatidae. Inga underarter finns listade i Catalogue of Life.